# بالا بينتاسيوغليا
بالا بينتاسيوغليا (بالإيطالية: PalaPentassuglia)‏ صالة رياضية تستخدم لرياضة كرة السلة وتقام فيها أحياناً عدد من الفعاليات الرياضية، تقع في مدينة برينديزي في إيطاليا، تتسع الصالة إلى 3,534 متفرج، وهي الصالة الرسمية لنادي نيو باسكت برينديزي الذي يلعب في ليغا باسكيت الدرجة الأولى، تم افتتاح الصالة سنة 1981.